# Szauter Tamás
Szauter Tamás (Esztergom, 1963. december 16. –) a Dorogi FC elnöke, sportvezető, épületgépész, közéleti személyiség.

## Pályafutása
Diplomáját a Pollack Mihály Műszaki Főiskola épületgépészeti szakán szerezte Pécsett. Munkahelye a Dorogi Erőmű, amelynek 2003-tól ügyvezető igazgatója lett. Édesapja, Szauter József neves hőerőgépész és műszaki újító, korábban pedig a helyi Erőmű igazgatója is volt. Hivatása mellett lelkes és elkötelezett sportbarát, aki idővel tisztséget is vállalt hivatali szinten a Dorogi Labdarúgó Szövetségben, amelynek 1998–2004 között titkára volt. Ezt követően bekerült a Dorogi FC elnökségében, ahol 2007–2011 között elnöknek nevezték ki. Elnöklete alatt került sor a dorogi stadion névadójára, 2010. május 4.-én.